# Miši
Miši (znanstveno ime Muridae) so velika družina sesalcev iz reda glodavcev, razširjenih predvsem po Starem svetu. Znanih je več kot 750 danes živečih opisanih vrst v 150 rodovih, s čimer so največja družina sesalcev. Sistematika miši in sorodnih skupin je zapletena, zato je predmet pogostih razprav ter revizij. Tradicionalno so denimo v isto družino uvrščali še skoraj toliko številčno skupino hrčkov in sorodnikov, ki po zdajšnjem konsenzu tvorijo ločeno družino (Cricetidae).
V družino v sodobnem pomenu besede uvrščamo živali, ki jih v vsakdanjem jeziku imenujemo miši (razen miši Novega sveta in afriških drevesnih miši, ki so prav tako v ločenih družinah), podgane in tekačice. Večinoma so to majhne vsejede talne živali, aktivne ponoči, posamezne vrste pa so lahko ožje specializirane. Izvorno naseljujejo Stari svet – Afriko in Evrazijo, od koder je človek nekaj najbolj prilagodljivih predstavnikov, predvsem hišno miš in črno podgano, zanesel po vsem svetu. Ti so zdaj praktično tako razširjeni kot človek.
Za Slovenijo je znanih sedem vrst miši iz štirih rodov: rumenogrla, navadna belonoga in dimasta miš iz rodu Apodemus, pritlikava miš (Micromys minutus), črna in siva podgana (rod Rattus) ter hišna miš (Mus musculus).